# مائیته کارانسا
مائیته کارانسا (کاتالونیایی: Maite Carranza؛ زادهٔ ۲۵ فوریهٔ ۱۹۵۸) یک فیلم‌نامه‌نویس، نویسنده، آموزگار و استاد دانشگاه اهل اسپانیا است که بیشترِ آثارش به زبان کاتالان است.
او دانش‌آموختهٔ رشتهٔ انسان‌شناسی است و به مدت ۱۰ سال در زمینهٔ آموزش متوسطه فعالیت داشت. مائیته کارانسا اینک استاد رشتهٔ فیلم‌نامه‌نویسی در دانشگاه خودگردان بارسلونا است. وی در سال ۱۹۹۰ میلادی، رمان «بی زمستان» را نوشته که نخستین رمانش برای بزرگسالان و نخستین اثر او به زبان اسپانیایی است.
از فیلم‌ها یا مجموعه‌های تلویزیونی که وی در آن‌ها نقش داشته‌است می‌توان به «دهکدهٔ جدید» اشاره نمود که برندهٔ جایزه زرین برنامه‌های تلویزیونی شد. همچنین برنامهٔ تلویزیونی «پینیک» که برندهٔ جایزه انداس شد.